# Grantmetal
Grantmetal București este o companie producătoare de tuburi metalice din România.
Compania produce o gamă largă de: bare, sârme, țevi, racorduri, bare din inox, produse din fier și oțel.
Produsele și serviciile oferite de societate se adresează în principal pieței din România.
A fost înființată în anul 1991 prin desprinderea de Institutul de Cercetări Metalurgice București, în cadrul căruia a funcționat începând din anul 1976.
Principalul acționar al companiei Grantmetal București este Metal Inox Industrial Grup, care deține 29,50 % din acțiunile societății.
Printre acționarii companiei se numără și firmele Metal Inox Import Export, Prod Rusiana și Del Com Exim.
Titlurile Grantmetal se tranzacționează la categoria de bază a pieței Rasdaq, secțiunea XMBS, sub simbolul GRET.
Număr de angajați în 2005: 140
Cifra de afaceri în 2005: 3,5 milioane lei (0,9 milioane euro)